# Bodicita
No budismo, bodicita (bodhicitta), "mente da iluminação", é a mente que se empenha em alcançar a liberação, empatia, compaixão e sabedoria para o benefício de todos os seres sencientes.

## Etimologia
Etimologicamente, a palavra é uma combinação das palavras sânscritas bodhi e citta. Bodhi significa "despertar" ou "iluminação". Citta deriva da raiz sânscrito cit e significa "aquilo que é consciente" (ou seja, mente ou consciência). Bodicita pode ser traduzido como "mente que desperta" ou "mente da iluminação". Às vezes também é traduzido como "o pensamento da iluminação.

## Espontaneidade
Bodicita é um desejo espontâneo de atingir a iluminação motivado por grande compaixão por todos os seres sencientes, acompanhada por um afastamento do apego à ilusão de um eu inerentemente existente.
Escolas diferentes podem demonstrar entendimentos alternativos da bodicita:
Nyoshul Khenpo Rinpoche e Surya Das, ambos mestres Nyingma do movimento não-sectário do Rime, distinguem entre bodhicitta relativa e absoluta (ou definitiva). A bodhicitta relativa é um estado mental em que o praticante trabalha pelo bem de todos os seres como se fosse seu. Bodicita absoluta é a sabedoria de shunyata (śunyatā, um termo sânscrito frequentemente traduzido como "vazio", "vacuidade" embora as alternativas "vastidão" ou "abertura" ou "amplitude" provavelmente transmitam melhor a ideia aos ocidentais). O conceito de śunyatā no budismo também implica a liberdade de apegos e de ideias fixas sobre o mundo e como deveria ser.
Algumas práticas bodicita enfatizar a absoluta (por exemplo vipasyana ), enquanto outros enfatizam a relação (por exemplo metta ), mas ambos os aspectos são vistos em toda a prática Mahayana como essencial para a iluminação, especialmente nas tibetanos práticas de tonglen e lojong. Sem a bodicita absoluta, a bodicita relativa pode degenerar em piedade e sentimentalismo, enquanto a absoluta sem a relativa pode levar ao niilismo e à falta de desejo de envolver outros seres sencientes em gerar benefício.
Em seu livro Palavras do meu professor perfeito, o professor budista tibetano Patrul Rinpoche descreve três graus de bodicita: O caminho do rei, que busca principalmente seu próprio benefício, mas que reconhece que seu benefício depende crucialmente do seu reino e seus súditos. O caminho do barqueiro, que transporta seus passageiros através do rio e simultaneamente, é claro, também se transporta e, finalmente, o do pastor, que garante que todas as suas ovelhas cheguem à sua frente com segurança e coloque o bem-estar dos outros acima do seu próprio .

## Origens e desenvolvimento

### Mahāyāna primitivo
Descrevendo o uso do termo bodicita no budismo tibetano, Paul Williams escreve que o termo é usado de maneira diferente nas primeiras obras de Mahayana, referindo-se a um estado mental em que um bodisatva realiza ações: 
Nós estamos descrevendo aqui o último Mahāyāna Indo-Tibetano sistematizado. Parece que no relativamente antigo Ugraparipṛcchā Sūtra, por exemplo, o bodicita é um conceito muito mais vago, mais "um certo estado de espírito" no qual um Bodisatva atua (Nattier 2003a: 148). [...] Pagel aponta que muitos sutras Mahāyāna, incluindo o Bodhisattvapiṭaka, afirmam que o surgimento do bodicita (bodhicittotpāda) não é simplesmente uma coisa estática que ocorre apenas no início do caminho do Bodisatva. Em vez disso, é continuamente retomado e evolui com a prática.

## Prática
O budismo mahayana propaga o ideal Bodisatva, no qual as Seis perfeições estão sendo praticadas continuamente. Despertando e aspirando na aplicação do Paramita, fazem parte deste ideal Bodisatva para bodicita.

### Ideal
No budismo Mahāyāna e Vajrayāna, o objetivo da prática budista é principalmente renascer em números infinitos de vezes para libertar todos os outros seres ainda presos em samsāra.
Meditação da natureza bodicita, seus graus e preceitos intencionais, e ação, com uma dedicação para alcançar o Buda é um antigo método da sabedoria budista tibetana.

### Universalidade
A prática e a realização do bodicita são independentes de considerações sectárias, uma vez que são fundamentalmente uma parte da experiência humana. Bodisatvas não são apenas reconhecidos na escola Teravada do Budismo, mas em todas as outras tradições religiosas e entre aqueles sem tradição religiosa formal. O atual décimo quarto Dalai-Lama, por exemplo, considerava Madre Teresa uma das maiores bodisatvas modernas.